# O Canto da Cidade (especial)
O Canto da Cidade foi um programa especial de televisão transmitido originalmente pela Rede Globo em 15 de dezembro de 1992, dentro da Terça Nobre. O programa, dirigido por Roberto Talma, mostrava a performance da cantora de axé/MPB Daniela Mercury, gravada ao vivo em 8 de dezembro de 1992, na Praça da Apoteose, na cidade do Rio de Janeiro. O nome do especial vem do título do segundo álbum da carreira solo da cantora, que foi lançado naquele mesmo ano. Em março de 2008, foi lançado um box comemorativo dos quinze anos do álbum, contendo todas as apresentações do especial, em DVD.

## Apresentações
Ao vivo
- "O Canto da Cidade" (Daniela Mercury, Tote Gira)
- "Toda Menina Baiana" (Gilberto Gil)
- Pout Pourri do pescador: "Jeito Faceiro" / "Canto ao Pescador" / "Canção da Partida"
- "Menino do Pelô" (Saul Barbosa e Gerônimo)
- "Há Tempos" (Dado Villa-Lobos, Renato Russo, Marcelo Bonfá)
- "Crença e Fé" (Beto Jamaica, Ademário)
- "O Mais Belo dos Belos (A Verdade do Ilê / O Charme da Liberdade)" (Guiguio, Valter Farias, Adailton Poesia) (participação especial do Ilê Aiyê)
- "Maluco Beleza" / "Sociedade Alternativa" (Raul Seixas, Cláudio Roberto Azeredo, Paulo Coelho)
- "Swing da Cor" (Luciano Gomes)

Gravadas
- "Você Não Entende Nada" / "Cotidiano" (música incidental) (Caetano Veloso / Chico Buarque) (participação especial de Caetano Veloso)
- "Águas de Março" (Antônio Carlos Jobim) (dueto com Tom Jobim)
- "É D'Oxum" (Gerônimo, Vevé Calazans) (dueto com Gerônimo)
- "Só pra te Mostrar" (Herbert Vianna) (dueto com Herbert Vianna)